# Janina Pfau

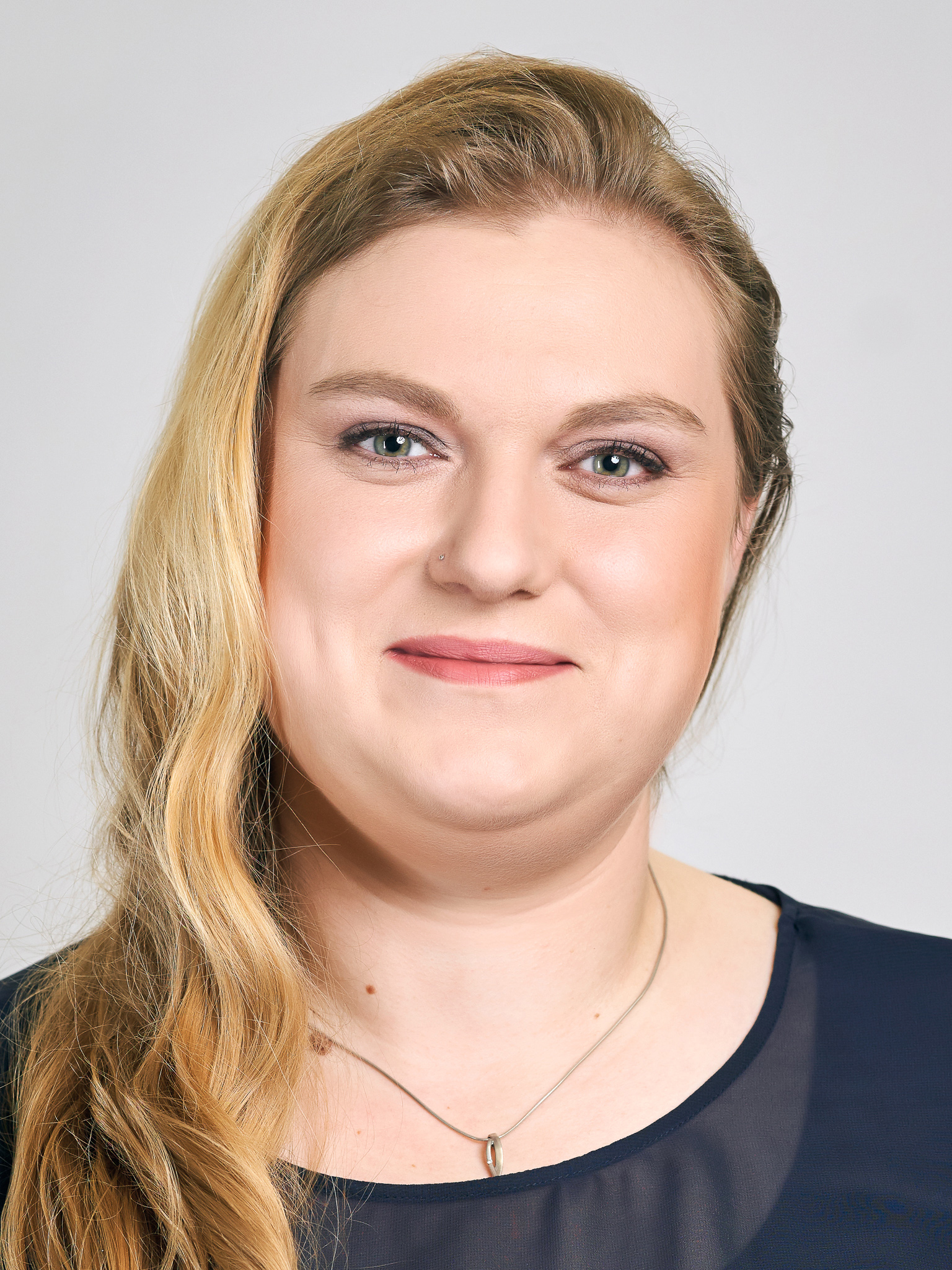
Janina Pfau (2019)

Janina Pfau (* 12. Oktober 1983 in Plauen) ist eine deutsche Politikerin (BSW, bis 2024 Die Linke). Von 2014 bis 2019 war sie und seit 2024 ist sie erneut Landtagsabgeordnete in Sachsen.
Janina Pfau studierte Politikwissenschaft mit Abschluss als Magistra Artium (M. A.). Sie gehört für ihre Partei dem Gemeinderat von Neuensalz und dem Ortschaftsrat in Mechelgrün an. Bei der Landtagswahl in Sachsen 2014 errang sie für Die Linke ein Mandat über die Landesliste. Dem Landtag gehörte sie bis 2019 an. Außerdem war sie Landesgeschäftsführerin ihrer Partei und bis 2024 Vorsitzende des vogtländischen Kreisverbandes.
Pfau trat zur Landratswahl 2022 im Vogtlandkreis an. Gegen vier Mitbewerber erhielt sie im ersten Wahlgang 7.537 Stimmen (9,6 %). Im Zweiten Wahlgang erhielt sie bei nurmehr drei Bewerbern 6.097 Stimmen (10,2 %). Pfau erhielt damit die zweitwenigsten bzw. wenigsten Stimmen und wurde entsprechend nicht gewählt.
2024 wechselte Pfau zum Bündnis Sahra Wagenknecht und wurde dort auf dem Gründungsparteitag des sächsischen Landesverbandes zur Landesgeschäftsführerin gewählt. Bei der Landtagswahl 2024 belegte sie den neunten Platz der BSW-Landesliste und zog somit erneut in den Sächsischen Landtag ein. Sie war zudem Direktkandidatin im Wahlkreis Vogtland 3 und bekam mit 12,6 % der Erststimmen die drittmeisten Stimmen hinter den Kandidaten der AfD und der CDU.